# Dalima intricata
Dalima intricata là một loài bướm đêm trong họ Geometridae.